# Mariouta stangei
Mariouta stangei is een keversoort uit de familie spektorren (Dermestidae). De wetenschappelijke naam van de soort werd in 1910 gepubliceerd door Edmund Reitter.